# Orthoherpesviridae
Die Familie Orthoherpesviridae (früher Herpesviridae) umfasst behüllte Viren mit einer doppelsträngigen, linearen DNA als Genom. Die Vertreter der Orthoherpesviridae zählen bezüglich ihres Genoms und ihrer Morphologie zu den größten und komplexesten Viren. Die derzeit etwa 170 Virusspezies wurden bei sehr vielen Wirbeltieren entdeckt, darunter Säugetiere, Vögel, Reptilien und Fische sowie wenige Wirbellose. Die Herpesviren sind in der Regel streng wirtsspezifisch und können unterschiedliche Erkrankungen hervorrufen, bei denen sich die Viren in Lymphozyten, Nervenzellen oder epidermalen Zellen vermehren. Ein besonderes Merkmal der Orthoherpesviridae ist ihre Fähigkeit zur Persistenz, d. h., sie verbleiben nach einer Erstinfektion lebenslang im Wirt, auch ohne Anzeichen einer Erkrankung hervorrufen zu müssen. Der Name der Virusfamilie leitet sich von gr. ἕρπειν (herpein) für „kriechen“ ab, was auf die kriechende Ausbreitung der Hautläsionen bei einer Infektion mit dem Herpes-simplex-Virus hindeutet, dem bekanntesten Vertreter der Familie.

## Morphologie

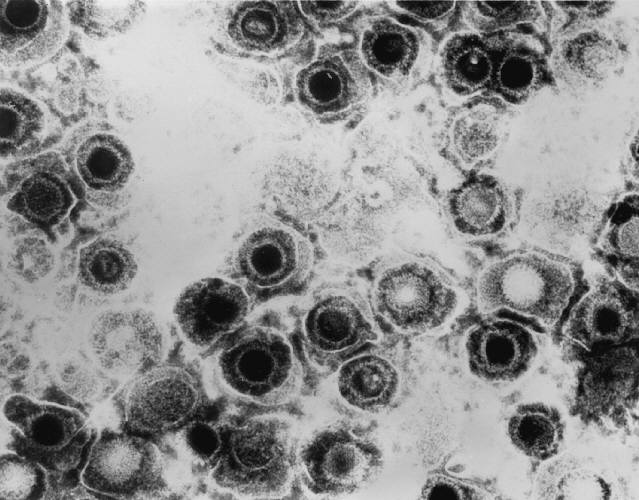
Spiegeleiform des Herpes-simplex-Virus im TEM

Schemazeichnung eines Virions der Herpesviren. Querschnitt komplett und nur durch die Hülle (Kapsid von außen)

Die Viruspartikel (Virionen) der Orthoherpesviridae sind zwischen 120 und 200 nm im Durchmesser groß; sie gehören damit neben der Familie Poxviridae zu den größten Viren. In elektronenmikroskopischen Abbildungen (TEM) zeigt sich meist eine unregelmäßige, eingedellte Virushülle, was auf die Zerstörung der empfindlichen Hülle während der Präparation zurückzuführen ist. Zwischen Hülle und Kapsid befindet sich ein im Vergleich zu anderen Viren großer Raum (Matrixraum), der mit zahlreichen Strukturproteinen angefüllt ist. Diese Tegumentproteine (Tegument: „Haut“) sind zum Teil von der Innenseite in die Membran eingelagert oder an das Kapsid gebunden. Die Größe des Matrixraumes erhöht den Kontrast zwischen Hülle und Kapsid in der TEM-Darstellung, was die typische sogenannte „Spiegeleiform“ der Orthoherpesviridae hervorruft. Das 100–110 nm große Kapsid der Orthoherpesviridae besitzt eine ikosaedrische Symmetrie mit einer Triangulationszahl von T=16.

## Systematik
Die Familie ist wie folgt zusammengesetzt (Stand 26. April 2024):
Familie Orthoherpesviridae
- Unterfamilie Alphaherpesvirinae
  - Gattung Iltovirus
    - Spezies Iltovirus cacatuidalpha2 mit
  cacatuid alphaherpesvirus 2 CcAHV2
    - Spezies Iltovirus gallidalpha1 (ehem. Typus) mit
  Gallides Herpesvirus 1 (en. Gallid alphaherpesvirus 1, GaHV-1, GaAHV1) alias Infectious laryngotracheitis virus (ILTV)
    - Spezies Iltovirus psittacidalpha1 mit
  Psittacines Herpesvirus 1 (en. Psittacid alphaherpesvirus 1, PsHV-1, PsAHV1) alias Papageien-Herpesvirus 1 (en. Pacheco's disease virus, PDV)
    - Spezies Iltovirus psittacidalpha5 mit
  Psittacines Herpesvirus 5 (en. Psittacid alphaherpesvirus 5, PsHV-5, PsAHV5)

  - Gattung Mardivirus (Details siehe dort)
  - Gattung Scutavirus
    - Spezies Scutavirus chelonidalpha5 (ehem. Typus) mit
  Chelonides Herpesvirus 5 (en. Chelonid alphaherpesvirus 5, ChHV-5, ChAHV5) alias Meeresschildkröten-Herpesvirus 5 (en. Chelonid fibropapilloma-associated herpesvirus, Fibropapilloma-associated turtle herpesvirus, CFPHV, FPTHV)
    - Spezies Scutavirus testudinidalpha3 mit
  Testudinides Herpesvirus 3 (en. Testudinid alphaherpesvirus 3; testudinid herpesvirus 3, TeHV-3, TeAHV3, TeHV3)

  - Gattung Simplexvirus (Details siehe dort)
  - Gattung Varicellovirus (Details siehe dort)
  - ohne Gattungszuweisung
    - Spezies „Chelonid alphaherpesvirus 6“ mit Chelonides Herpesvirus 6 (en. Chelonid herpesvirus 6, ChHV-6) alias Meeresschildkröten-Herpesvirus 6
    - Spezies „Delphinid herpesvirus 2“ mit Delphinides Herpesvirus 2 (DeHV-2)
    - Spezies „Delphinid herpesvirus 8“ mit Delphinides Herpesvirus 8 (DeHV-8)
    - Spezies „Otariid alphaherpesvirus 1“ mit Otarines Herpesvirus 1 (OtHV-1)
    - Spezies „Strigid herpesvirus 1“ mit Strigides Herpesvirus 1 (StHV-1); Eulen-Herpesvirus 1

- Unterfamilie Betaherpesvirinae
  - Gattung Cytomegalovirus (Details siehe dort)
  - Gattung Muromegalovirus
    - Spezies Muromegalovirus muridbeta1 (ehem. Typus) mit Murides Herpesvirus 1 (en. Murid betaherpesvirus 1, MuHV-1, MuBHV1) alias Murines Cytomegalievirus (en. Murine cytomegalovirus, MCMV)
    - Spezies Muromegalovirus muridbeta2 mit Murides Herpesvirus 2 (en. Murid betaherpesvirus 2, MuHV-2, MuBHV2) alias Ratten-Cytomegalievirus Maastricht (en. Rat cytomegalovirus strain Maastricht, RCMV)
    - Spezies Muromegalovirus muridbeta8 mit Murides Herpesvirus 8 (en. Murid betaherpesvirus 8, MuHV-8, MuBHV8) alias Ratten-Cytomegalievirus England (en. Rat cytomegalovirus strain England (RCMVE))

  - Gattung Proboscivirus
    - Spezies Proboscivirus elephantidbeta1 (ehem. Typus) mit Elephantides Herpesvirus 1 (en. Elephantid betaherpesvirus 1, ElHV-1, ElBHV1) alias Elefanten-Herpesvirus 1, Endotheliotropes Elefanten-Herpesvirus 1 (en. Elephantid endotheliotropic herpesvirus 1, EEHV1)[4]
    - Spezies Proboscivirus elephantidbeta3 mit Elephantides Herpesvirus 3 (en. Elephantid betaherpesvirus 3, ElHV-3, ElBHV3) alias Elefanten-Herpesvirus 3, Endotheliotropes Elefanten-Herpesvirus 3A (en. Elephant endotheliotropic herpesvirus 3A, EEHV3A)
    - Spezies Proboscivirus elephantidbeta4 mit Elephantides Herpesvirus 4 (en. Elephantid betaherpesvirus 4, ElHV-4, ElBHV4) alias Elefanten-Herpesvirus 4, Endotheliotropes Elefanten-Herpesvirus 4 (en. Elephant endotheliotropic herpesvirus 4, EEHV4)
    - Spezies Proboscivirus elephantidbeta5 mit Elephantides Herpesvirus 5  (en. Elephantid betaherpesvirus 5, ElHV-5, ElBHV5) alias Elefanten-Herpesvirus 5, Endotheliotropes Elefanten-Herpesvirus 5 (en. Elephant endotheliotropic herpesvirus 5, EEHV5)

  - Gattung Quwivirus
    - Spezies Quwivirus caviidbeta2 mit Caviides Herpesvirus 2 (en. Caviid betaherpesvirus 2 CavHV-2, CdBHV2) alias  Meerschweinchen-Herpesvirus 2 (en. Guinea pig cytomegalovirus, GPCMV)
    - Spezies Quwivirus miniopteridbeta1 mit Miniopterides Betaherpesvirus 1 (en. Miniopterid betaherpesvirus 1 MnBHV1) alias Langflügelfledermaus-Herpesvirus (en. Miniopterus schreibersii herpesvirus, MsHV)
    - Spezies Quwivirus tupaiidbeta1 mit Tupaiides Herpesvirus 1 (en. Tupaiid betaherpesvirus 1 TuHV-1,TuBHV1) alias Tupaia-Herpesvirus; Spitzhörnchen-Herpesvirus 1 (en. Tupaia herpesvirus, THV)

  - Gattung Roseolovirus
    - Spezies Roseolovirus humanbeta6a (ehem. Typus) mit Humanes Herpesvirus 6A (en. Human betaherpesvirus 6A; Human herpesvirus 6A, HHV-6A, HuBHV6A, HHV6A)
    - Spezies Roseolovirus humanbeta6b mit Humanes Herpesvirus 6B (en. Human betaherpesvirus 6B; Human herpesvirus 6B, HHV-6B, HuBHV6B, HHV6B)
    - Spezies Roseolovirus humanbeta7 mit Humanes Herpesvirus 7, (en. Human betaherpesvirus 7, Human herpesvirus 7, HHV-7, HuBHV7; HHV7)
    - Spezies Roseolovirus macacinebeta9 mit Macacines Herpesvirus 9  (en. Macacine betaherpesvirus 9, McHV-9, McBHV9) alias en. Macaca nemestrina herpesvirus 7 (MneHV7)
    - Spezies Roseolovirus muridbeta3 mit Murides Herpesvirus 3 (en.  Murid betaherpesvirus 3, MuHV-3, MuBHV3) alias en. Mouse thymic virus (MTV)
    - Spezies Roseolovirus suidbeta2 mit Suides Herpesvirus 2 (en. Suid betaherpesvirus 2, SuHV-2, SuBHV2) alias Schweine-Cytomegalievirus (en. Porcine cytomegalovirus, PCMV)

- Unterfamilie Gammaherpesvirinae
  - Gattung Bossavirus
    - Spezies Bossavirus delphinidgamma1 mit Delphinides Herpesvirus 1 (Delphinid gammaherpesvirus 1, DeHV-1, DeGHV1) alias en. Common bottlenose dolphin gammaherpesvirus 1

  - Gattung Lymphocryptovirus (Details siehe dort)
  - Gattung Macavirus
    - Spezies Macavirus alcelaphinegamma1 (ehm. Typus) mit Alcelaphines Herpesvirus 1 (AlHV-1), en. Alcelaphine gammaherpesvirus 1 (AlGHV1); Kuhantilopen-Herpesvirus 1 en. Wildebeest-associated malignant catarrhal fever virus (MCFV)
    - Spezies Macavirus alcelaphinegamma2 mit Alcelaphines Herpesvirus 2 (AlHV-2), en. Alcelaphine gammaherpesvirus 2 (AlGHV2); Kuhantilopen-Herpesvirus 2, en. Hartebeest-associated malignant catarrhal fever virus
    - Spezies Macavirus bovinegamma6 mit Bovines Herpesvirus 6, en. Bovine gammaherpesvirus 6 (BoHV-6, BoGHV6); Rinder-Herpesvirus 6, en. Bovine lymphotropic herpesvirus (BLV)
    - Spezies Macavirus caprinegamma2 mit Caprines Herpesvirus 2, Ziegen-Herpesvirus 2, en. Caprine gammaherpesvirus 2; Caprine herpesvirus 2 (CpHV-2, CpHV2, CpGHV2)
    - Spezies Macavirus hippotraginegamma1 mit Hippotragines Herpesvirus 1, en. Hippotragine gammaherpesvirus 1 (HiHV-1, HiGHV1); Pferdeböcke-Herpesvirus 1, en. Roan antelope herpesvirus
    - Spezies Macavirus ovinegamma2 mit Ovines Herpesvirus 2, en. Ovine gammaherpesvirus 2 (OvHV-2, OvGHV2); Schaf-Herpesvirus 2, en. Sheep-associated malignant catarrhal fever virus
    - Spezies Macavirus suidgamma3 mit Suides Herpesvirus 3, en. Suid gammaherpesvirus 3 (SuHV-3, SuGHV3); Schweine-Herpesvirus 3, en. Porcine lymphotropic herpesvirus 1 (PLVH1)
    - Spezies Macavirus suidgamma4 mit Suides Herpesvirus 4, en. Suid gammaherpesvirus 4 (SuHV-4, SuGHV4); Schweine-Herpesvirus 4, en. Porcine lymphotropic herpesvirus 2 (PLVH2)
    - Spezies Macavirus suidgamma5 mit Suides Herpesvirus 5, en. Suid gammaherpesvirus 5 (SuHV-5, SuGHV5); Schweine-Herpesvirus 5, en. Porcine lymphotropic herpesvirus 3 (PLVH3)
    - Spezies „Ovine herpesvirus 3 “

  - Gattung Manticavirus
    - Spezies Manticavirus phascolarctidgamma1 mit Phascolarctides Herpesvirus 1, en. Phascolarctid gammaherpesvirus 1 (PhaHV-1, PcGHV1)
    - Spezies Manticavirus vombatidgamma1 mit Vombatides Herpesvirus 1, en. Vombatid gammaherpesvirus 1 (VoHV-1, VoGHV1)

  - Gattung Patagivirus
    - Spezies Patagivirus vespertilionidgamma3 mit Vespertilionides Herpesvirus 3, en. Vespertilionid gammaherpesvirus 3 (VeGHV-3, VeGHV3); Eptesicus fuscus gammaherpesvirus (EfHV) – befällt die Große Braune Fledermaus

  - Gattung Percavirus
    - Spezies Percavirus equidgamma2 (ehem. Typus) mit Equines Herpesvirus 2, en. Equid gammaherpesvirus 2; Equine herpesvirus 2 (EHV-2, EqGHV2; EHV2)
    - Spezies Percavirus equidgamma5 mit Equines Herpesvirus 5, en. Equid gammaherpesvirus 5; Equine herpesvirus 5 (EHV-5, EqGHV5; EHV5)
    - Spezies Percavirus felidgamma1 mit en. Felid gammaherpesvirus 1; Felis catus gammaherpesvirus 1 (FeGHV1; FcaGHV1)
    - Spezies Percavirus mustelidgamma1 mit Mustelides Herpesvirus 1, en. Mustelid gammaherpesvirus 1 (MusHV-1, MusGHV1); Marder-Herpesvirus 1, en. Badger herpesvirus (BadHV)
    - Spezies Percavirus phocidgamma3 mit Phocides Herpesvirus 3, en. Phocid gammaherpesvirus 3 (PhoHV-3, PhGHV3); Hundsrobben-Herpesvirus 3, en. Harp seal herpesvirus (HaSHV)
    - Spezies Percavirus rhinolophidgamma1 mit en. Rhinolophid gammaherpesvirus 1; Rhinolophus gammaherpesvirus 1 (RnGHV1; RGHV1)
    - Spezies Percavirus vespertilionidgamma1 mit Vespertilionides Herpesvirus 1, en. Vespertilionid gammaherpesvirus 1 (VeGHV-1, VeGHV1); en. Bat gammaherpesvirus 8
    - Spezies „Bat percavirus 1“

  - Gattung Rhadinovirus (Details siehe dort)
  - ohne Gattungszuweisung (Auswahl)
    - Spezies „Equid gammaherpesvirus 7“ mit Equines Herpesvirus 7 (EHV-7), Asinine herpesvirus 2
    - Spezies „Phocid gammaherpesvirus 2“ mit Phocides Herpesvirus 2 (PhoHV-2), Hundsrobben-Herpesvirus 2
    - Spezies „Saguinine gammaherpesvirus 1“ mit Sanguinine Herpesvirus 1 (SgHV-1), Krallenaffen-Herpesvirus 1, en. Callitrichines Herpesvirus 1 (CalHV-1)
    - Spezies „Alcelaphine herpesvirus 3“
    - Spezies „American bison gammaherpesvirus“
    - Spezies „Anoura geoffroyi gammaherpesvirus 1“
    - Spezies „Anoura geoffroyi gammaherpesvirus A“
    - Spezies „Asinine herpesvirus 4“
    - Spezies „Asinine herpesvirus 5“
    - Spezies „Asinine herpesvirus 6“
    - Spezies „Bighorn sheep gammaherpesvirus“
    - Spezies „California sea lion herpesvirus“
    - Spezies „Cynomys herpesvirus“
    - Spezies „Dasyurid herpesvirus 1“
    - Spezies „Equus zebra gammaherpesvirus 1“
    - Spezies „Leporid gammaherpesvirus 5“ mit Leporides Herpesvirus 5 (LeHV-5, LeGHV5)
    - Spezies „Otariid herpesvirus 2“ mit Otarines Herpesvirus 2 (OtHV-2)
    - Spezies „Otariid herpesvirus 3“ mit Otarines Herpesvirus 3 (OtHV-3)
    - Spezies „Otariid herpesvirus 4“ mit Otarines Herpesvirus 4 (OtHV-4)
    - Spezies „Otariid gammaherpesvirus 5“ mit Otarines Herpesvirus 5 (en. Otariid herpesvirus 5, OtHV-5)
    - Spezies „Otariid gammaherpesvirus 6“ mit Otarines Herpesvirus 6 (en. Otariid herpesvirus 6, OtHV-6)
    - Spezies „Otariid gammaherpesvirus 7“ mit Otarines Herpesvirus 7 (en. Otariid herpesvirus 7, OtHV-7)
    - Spezies „Otariid gammaherpesvirus 8“ mit Otariides Gammaherpesvirus 8 (OtGHV-8)
    - Spezies „Phocid herpesvirus 5“ mit Phocides Herpesvirus 5 (PhoHV-5); Hundsrobben-Herpesvirus 5, en. Phocine herpesvirus 5
    - Spezies „Phocid herpesvirus 6“ mit Phocides Herpesvirus 6 (PhoHV-6); Hundsrobben-Herpesvirus 6, en. Phocine herpesvirus 6
    - Spezies „Phocid herpesvirus 7“ mit Phocides Herpesvirus 7 (PhoHV-7); Hundsrobben-Herpesvirus 7, en. Phocine herpesvirus 7
    - Spezies „Phocoenid herpesvirus 1“ mit Phocoenides Herpesvirus 1 (PhoHV1, PPHV-1)
    - Spezies „Procyonid gammaherpesvirus 1“ mit Procyonides Herpesvirus 1 (PrHV-1)
    - Spezies „Procyonid gammaherpesvirus 2“ mit Procyonides Herpesvirus 2 (PrHV-2)
    - Spezies „Procyonid gammaherpesvirus 3“ mit Procyonides Herpesvirus 3 (PrHV-3)
    - Spezies „Tapirus terrestris gammaherpesvirus 1“

Bei den folgenden vorgeschlagenen Vertretern der Ordnung Herpesvirales ist die Zuordnung zur Familie Orthoherpesviridae (oder einer anderen) unsicher:
- Spezies „Cercopithecine herpesvirus 3“ mit Cercopithecines Herpesvirus 3 (CeHV-3) alias Simian Agent 6 (SA6) oder Cytomegalovirus SA6
- Spezies „Ciconiid herpesvirus 1“ mit Ciconiides Herpesvirus 1 (CiHV-1) alias Storch-Herpesvirus 1
- Spezies „Delphinid herpesvirus 9“ mit Delphinides Herpesvirus 9 (DeHV-9)
- Spezies „Iguanid herpesvirus 2“ mit Iguanides Herpesvirus 2 (IgHV-2) alias Leguan-Herpesvirus 2
- Spezies „Lorisid herpesvirus 1“ mit Lorisines Herpesvirus 1 (LoHV-1) alias Loris-Herpesvirus 1